# Andy Dunlop
Andy Dunlop (Lenzie (Schotland), 16 maart 1972) is de gitarist van de band Travis.
Tijdens zijn jeugd zat Dunlop op de Lenzie Academy.
Gedurende liveoptredens laat Andy Dunlop graag zijn skills zien op de gitaar. Samen met Guy Berryman en Will Champion van Coldplay heeft hij bijdragen geleverd voor het eerste soloalbum, Past Perfect Future Tense, van a-ha toetsenist Magne Furuholmen.
Dunlop is getrouwd met Jo Monaghan en kreeg in december 2005 met haar zijn eerste kind, Dylan Green Dunlop.
Enkele nummers die Andy Dunlop voor Travis heeft geschreven:
- You Don't Know What I'm Like
- Ancient Train
- Central Station
- The Sea
- Something Anything

Dit laatste nummer is de enige single van Travis die is uitgebracht en niet is geschreven door zanger Francis Healy.